# Folkpartiet – Rörelsen för ett demokratiskt Slovakien
Folkpartiet – Rörelsen för ett demokratiskt Slovakien (slovakiska: Ľudová strana – Hnutie za demokratické Slovensko, HZDS) var ett högerpopulistiskt och nationalkonservativt politiskt parti i Slovakien, grundat den 27 april 1991. Det upplöstes den 11 januari 2014. Dess Europaparlamentariker satt i Gruppen Alliansen liberaler och demokrater för Europa (ALDE) och från och med 2009 ingick partiet i det europeiska partiet Europeiska demokratiska partiet (EDP).